# Lydia Fairchild
Pour les articles homonymes, voir Fairchild.
Lydia Fairchild est une citoyenne américaine qui présente un cas de chimérisme, à savoir qu'elle est porteuse de deux ADN distincts.

## L'affaire Lydia Fairchild
Elle s'est séparée de son conjoint alors qu'elle était enceinte de son troisième enfant. Quand elle sollicita, en 2002, une pension alimentaire, elle dut se prêter à un test génétique pour prouver que son ancien compagnon était bien le père de ses enfants. Alors que les résultats du test confirment l'homme comme père biologique, ils révélèrent contre toute attente que Lydia n'en était pas la mère biologique.
Il en résulte que Lydia fut poursuivie pour fraude, pour avoir réclamé une pension sur les enfants d'une tierce personne ou s’être prêtée à une escroquerie à la gestation pour autrui. Les données hospitalières concernant ses grossesses précédentes n’ont pas été recherchées. Les juges décident de lui retirer la garde de ses deux enfants et lui imposent la présence d'un témoin à la naissance du troisième. Le rôle de ce témoin est de s’assurer que l'on procède immédiatement à des prélèvements sanguins sur la mère et l'enfant. Là encore, les tests ADN diront que Lydia n'est pas la mère biologique de l'enfant.
Heureusement, un avocat de Boston qui a entendu parler du cas d'une personne atteinte de chimérisme, suggère cette piste à l'avocat de Lydia, Alan Tindell. Celui-ci trouve un article dans le New England Journal of Medicine sur le cas de tétragamétisme de Karen Keegan, et se rend compte que la situation de Lydia Fairchild pourrait également relever du chimérisme.
Comme cela avait été fait pour Karen Keegan, des prélèvements ADN ont été réalisés sur les membres de sa famille élargie. Ils ont révélé que la signature ADN des enfants admettait bien la mère de Lydia comme grand-mère. Si l'ADN des enfants ne correspondait pas aux échantillons prélevés sur la peau et les cheveux de Lydia, ils étaient en revanche cohérents avec celui de son frottis vaginal : Lydia Fairchild était donc porteuse de deux ADN différents, ce qui caractérise le chimérisme. Lydia résulte en fait de la fusion in utero des embryons de deux éphémères sœurs jumelles hétérozygotes.